# Edward Leigh (théologien)
Pour les articles homonymes, voir Edward Leigh et Leigh.
Edward Leigh (né le 24 mars 1602 à Shawell, mort le 2 juin 1671 à Rushall (Midlands de l'Ouest) (en)) est un théologien et un homme politique anglais, qui siège à la Chambre des communes (en) de 1645 à 1648. Leigh sert comme colonel dans l'armée des Têtes-Rondes pendant la Première révolution anglaise.

## Biographie
Il est le fils et l'héritier de Sir Henry Leigh, shérif du Staffordshire, décédé en 1630.
Après s'être inscrit à Magdalen Hall, Oxford, le 24 octobre 1617, il obtient le Bachelor of Arts en 1620 puis le Master of Arts en 1623. Après Oxford, Leigh entre au Middle Temple et étudie la théologie, le droit et l'histoire. Pendant la peste de 1625, il passe six mois en France et s'occupe à faire un recueil de proverbes français. Il revient à Banbury, Oxfordshire, pour être près de William Whately (en), dont il admire la prédication.
Fait chevalier en 1632 dans la Landed gentry du Staffordshire, il est plus tard connu pour son anticatholicisme. Au début de la Première révolution anglaise, Leigh, après avoir été nommé colonel dans la New Model Army, préfère ne pas être nommé Sir. Le 30 septembre 1644, il présente au Parlement d'Angleterre une pétition des Têtes-Rondes du Staffordshire se plaignant de l'oppression des Cavaliers et prononce un discours qui est imprimé. En 1645, il est élu député de Stafford dans le Long Parlement pour remplacer les députés déclarés incapables de siéger. Ses réalisations théologiques lui valent un siège à l'assemblée de Westminster. Sa signature est apposée sur la lettre écrite au nom du comité parlementaire qui accorde des pouvoirs aux visiteurs (en) de l'université d'Oxford en 1647. Ayant en décembre 1648 voté que les concessions du roi sont satisfaisantes, Edward Leigh est expulsé de la Chambre des communes au moment de la purge de Pride. Dès lors, il semble se retirer la vie publique.
Leigh meurt à Rushall Hall, Staffordshire, où il était Lord of the manor et est enterré dans l'église paroissiale dont il était le patron.
Son ouvrage Annotations upon all the New Testament, Philologicall and Theologicall publié à Londres en 1650, traduit en latin et publié à Leipzig en 1732, est mis à l’Index librorum prohibitorum le 14 février 1735.